# Улица Луначарского (Екатеринбург)
У́лица Лунача́рского (до 1929 года — Васнецо́вская, Васенцо́вская) расположена в центре города Екатеринбурга между улицами Челюскинцев и левым берегом реки Исеть (Парковый пруд) вблизи улицы Ткачей (бывшей Расторгуевской). Пересекает территорию Железнодорожного, Кировского, Октябрьского административных районов города. Направлена с севера на юг, общая протяжённость улицы — 4620 м. Современное название было дано улице в честь Анатолия Васильевича Луначарского.

## История и достопримечательности
Застройка Васнецовской улицы была начата в первой четверти XIX века (отмечена как проектируемая на плане города 1804 года). До середины XIX века улица считалась загородной. В дореволюционном Екатеринбурге проходила по границам Сенной и Ночлежной площади и имела преимущественно одноэтажную застройку. Из застройки улицы выделялись здания детского убежища Екатеринбургского благотворительного общества (архитектор С. С. Козлов), Крестовоздвиженская церковь, комплекс зданий Оровайских казарм (архитектор М. П. Малахов), усадьба К. А. Батаногова (архитектор М. Л. Реутов), здание народной школы (архитектор Чаплиц). На улице также располагались лесопильный завод П. И. Липатова и малярная мастерская М. Н. Гущина.
В архитектурный облик улицы Луначарского существенный вклад вносят здание Окружного дома офицеров, западные фасады жилых зданий Городка чекистов, восточный фасад Дома промышленности, восточные фасады нового комплекса Екатеринбургского зоопарка, дом архитектора М. П. Малахова. На 2010 год по улице располагаются здания администрации Октябрьского района, СГТРК, финансово-юридический колледж, Уральское отделение РААСН, Дом кино, предприятие «Уралсистем», Уральский институт коммерции и права, МОУ Гимназия № 8 «Лицей имени С. П. Дягилева».
17 октября 2011 года после реконструкции открылся перекрёсток улиц Луначарского и Ленина. Улица Луначарского прошла через внутреннее пространство кольца. Для регулировки автомобильного и пешеходного движения на перекрёстке установили светофоры, которых раньше не было. При этом трамвайное кольцо на перекрёстке было сохранено

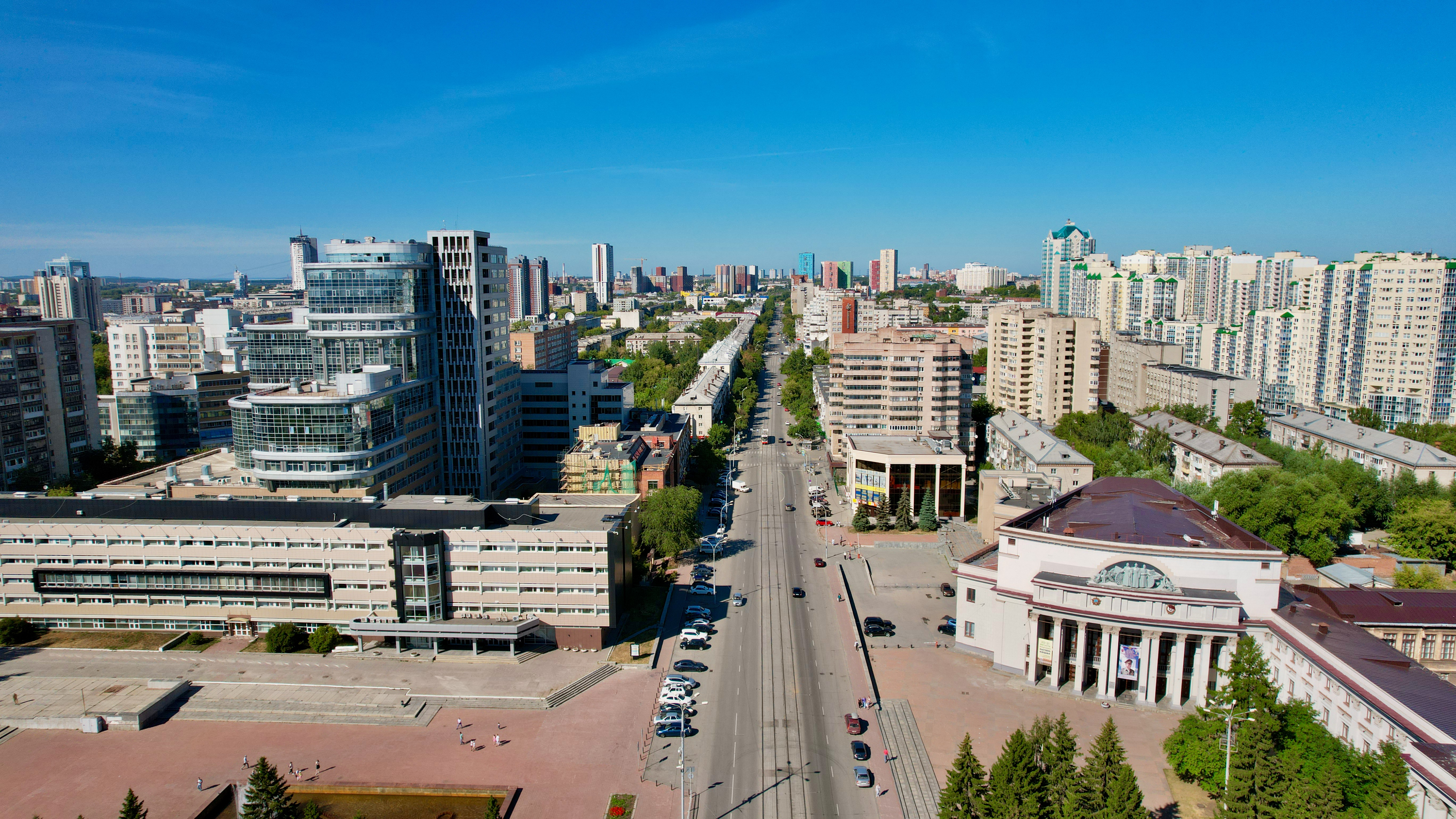
Вид на север от улицы Первомайской
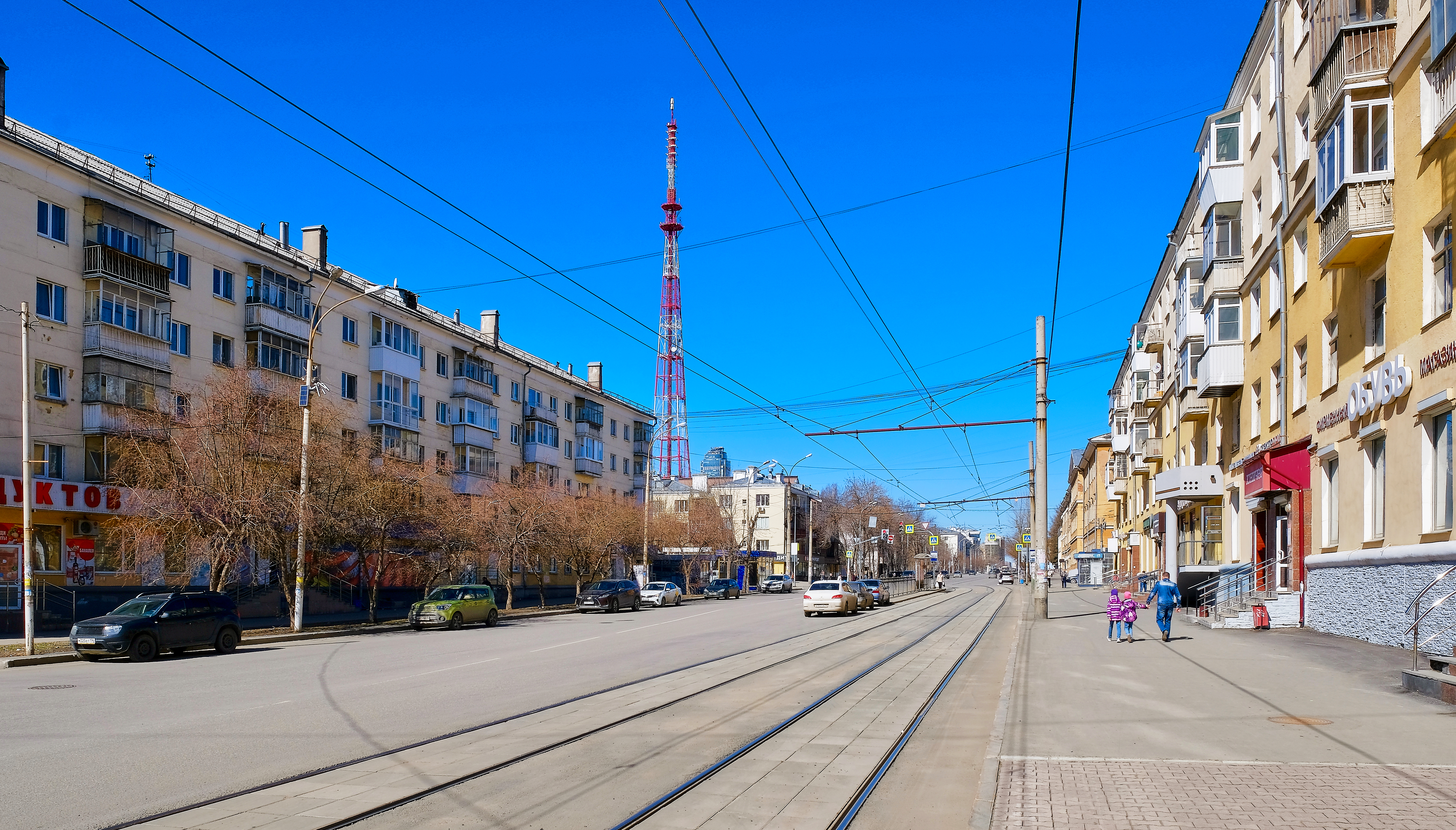
Вид на север от площади Обороны
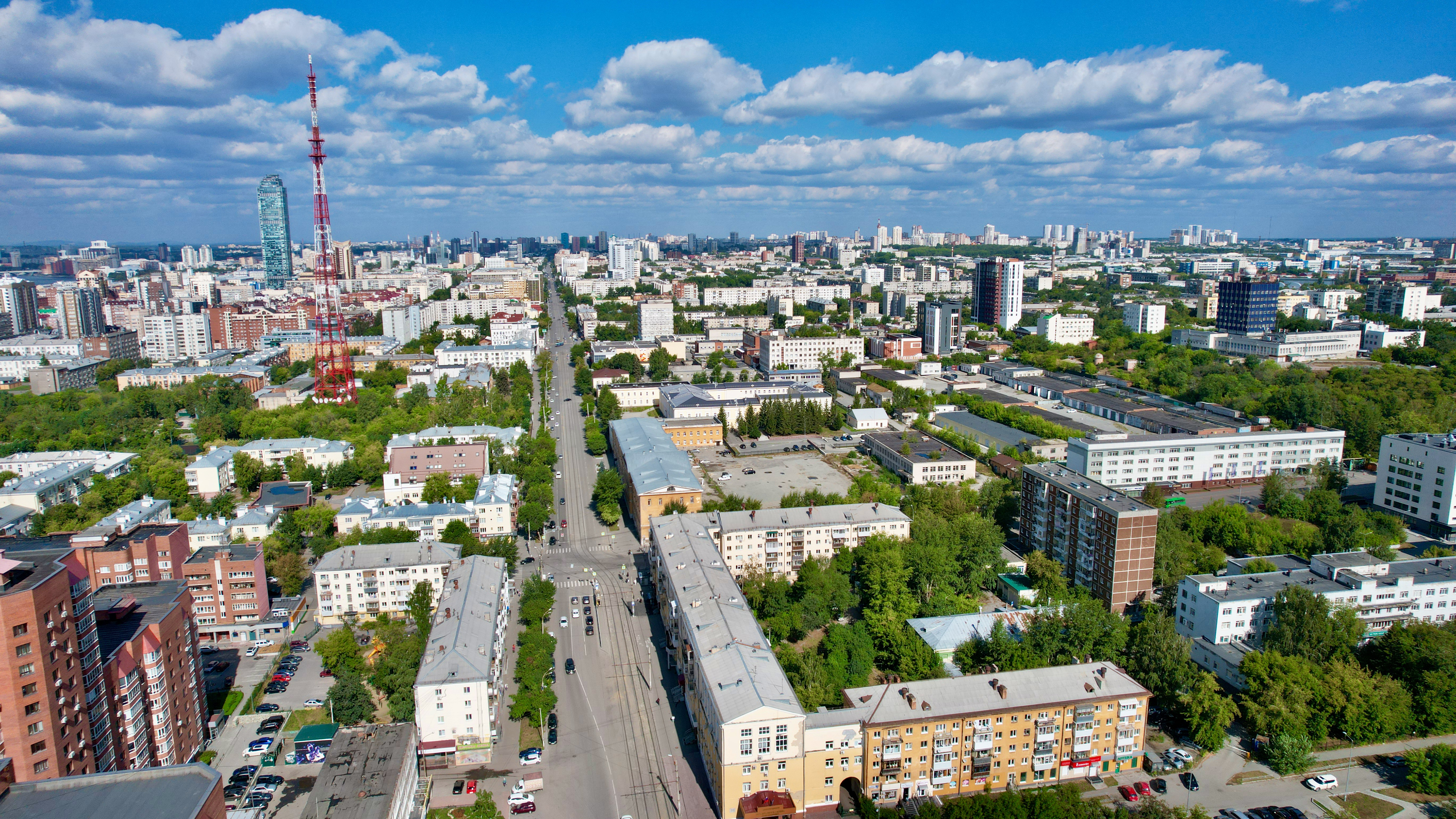
Вид на север от площади Обороны
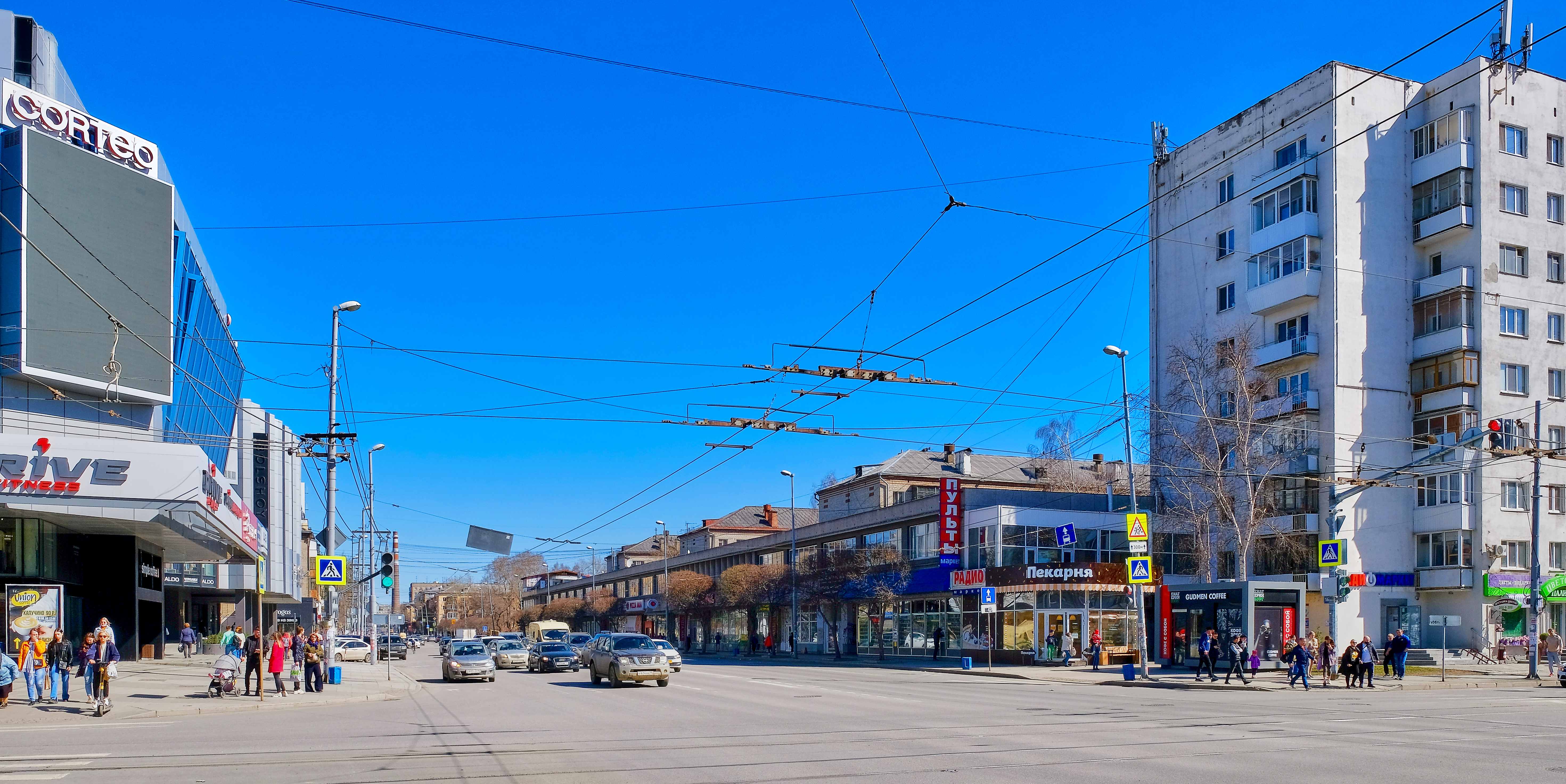
Перекрёсток с улицей Малышева
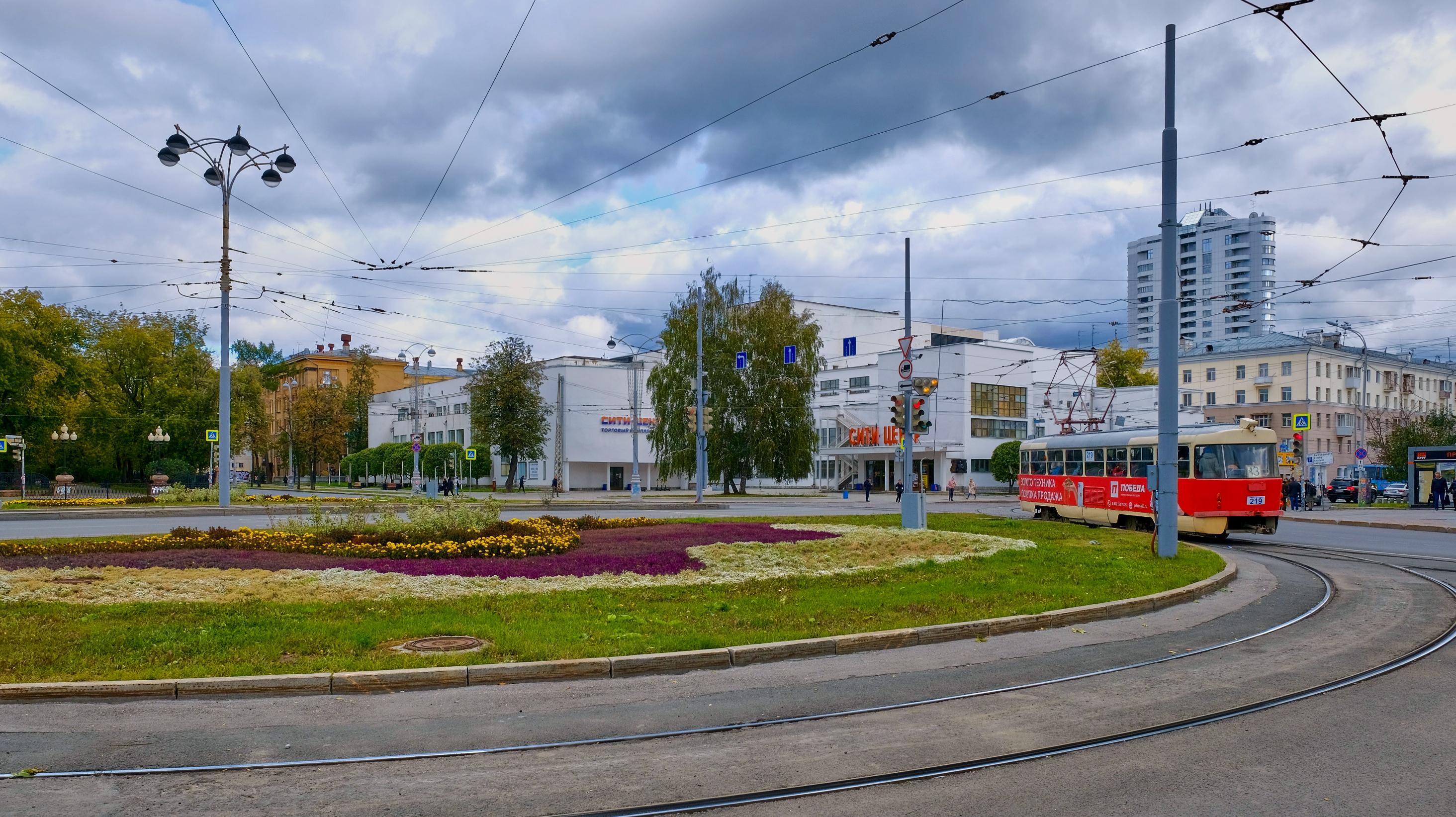
Трамвайное кольцо на перекрёстке с проспектом Ленина
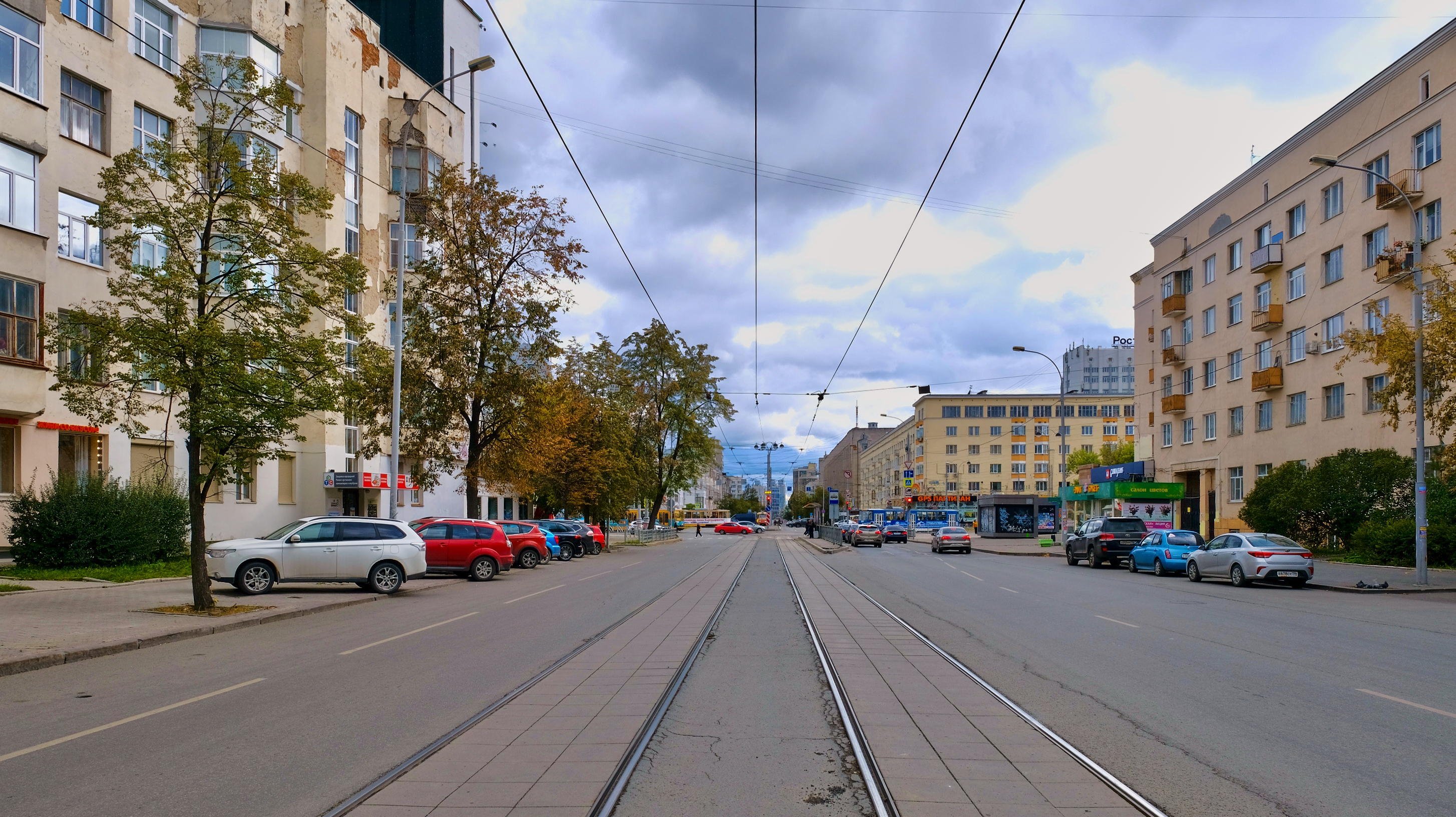
Вид на юг в сторону проспекта Ленина

## Транспорт
Улица Луначарского — одна из крупнейших трамвайных магистралей города. На углу с проспектом Ленина организовано трамвайное круговое движение; на это кольцо возможен въезд трамваев с четырёх направлений, и во всех этих направлениях возможен их выезд с кольца, там сходится большинство трамвайных маршрутов города. Трамвайные пути по Луначарского проходят от улицы Челюскинцев до улицы Тверитина. По улице проходят следующие трамвайные маршруты:
- 20 — на всём протяжении путей в оба направления
- 3 — в северном направлении на всём протяжении путей; в южном от ул. Куйбышева до Тверитина
- 21 — в южном направлении на всём протяжении путей; в северном от Тверитина до Куйбышева
- 14  — от Челюскинцев до Куйбышева в оба направления
- 12 — в северном направлении от проспекта Ленина до Челюскинцев; в южном от Челюскинцев до Куйбышева
- 2, 8 и 23 — от Челюскинцев до Ленина в оба направления
- 16 — от Ленина до Челюскинцев только в северном направлении
- 4 — от Ленина до Куйбышева в оба направления
- 6 — от Ленина до Тверитина в оба направления
- 10  — от Куйбышева до Тверитина в оба направления
- На участке от ул. Малышева до ул. Декабристов (только в южном направлении) по улице проходит городской муниципальный автобусный маршрут номер 65.